# Bréda Ferenc

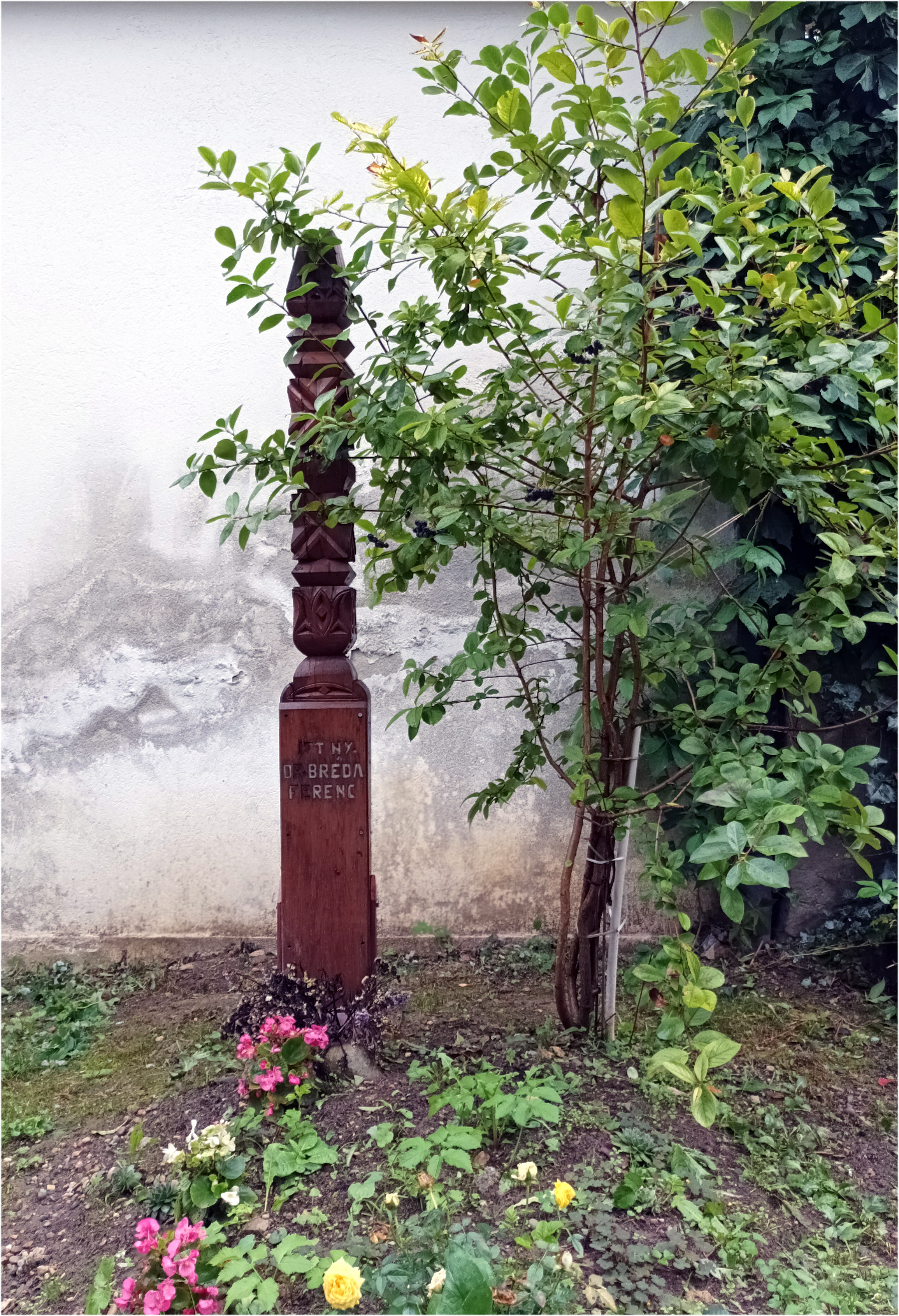
Kopjafája a Házsongárdi temetőben

Bréda Ferenc (François Bréda) (Déva, 1956. február 20. – Kolozsvár, 2018. május 16.) esszéíró, költő, irodalomkritikus, irodalomtörténész, műfordító, teatrológus.

## Életpályája
Anyai ágon Lévai Lajos (1894–1974) székelyudvarhelyi író, településtörténész és tanár unokája. Édesanyja Lévai Enikő Zsuzsanna pedagógus. Édesapja Bréda Ferenc (1924–2000) református lelkipásztor, Hunyad-Fehér egyházmegye esperese 1969-től 1988-ig. Elemi iskoláit Székelyudvarhelyen és Déván végezte. Szülővárosának multikulturális légköre kísérte végig gyermekkorában és középiskolai éveiben. Zsengéire először Majtényi Erik figyelt föl a Jóbarát című úttörő-újság hasábjain. Lovassy László, nagyszalontai születésű magyar nyelv- és irodalomtanár tanítványaként több éven keresztül részt vett a magyar irodalmi tantárgy-olimpiákon Hunyad megye képviselőjeként: ekkor ismerkedett meg Szőcs Gézával, Egyed Péterrel, Zudor Jánossal, Keszeg Vilmossal, Zsigmond Emesével, Juhász Andrással és a romániai magyar irodalom számos más, később jelentős személyiségével.
Első írásai az Ifjúmunkás című bukaresti ifjúsági lapban jelentek meg. Mesterei, Makkai Endre petrozsényi református lelkész, Csortán Ferenc kolozsvári műépítész és Kovács Nemere bukaresti újságíró, gyakorta meglátogatták Déván. 1974–75-ben sorkatonai szolgálatát teljesítette Dobrudzsában, a Fekete-tenger partvidékén.
1975-től a kolozsvári egyetem hallgatója volt magyar–francia szakon. A kolozsvári klasszika-filológia tanszék ógörög és latin fakultatív kurzusait is látogatta. Egyetemi évei alatt a kolozsvári Akadémiai Könyvtár egyik állandó lakója volt: ekkor mélyült el a skolasztika és a középkori filozófia nagy szerzőinek (Canterburyi Szent Anzelm, Aquinói Szent Tamás, Albertus Magnus, Occam, Pierre Abélard, Duns Scotus) szövegszintű tanulmányozásában. Mestere ebben az időszakban Beney György (Zoltán) budapesti ferences rendi szerzetes volt. Az egyetemi évek nyári szüneteiben építkezési napszámosként, templomfelújító kőművesinasként (Haró, Marosillye, Hunyad megye) és harangozóként dolgozott. 1977-től 1979-ig a kolozsvári Echinox című kulturális egyetemi folyóirat magyar oldalait szerkesztette Beke Mihály Andrással és Bretter Zoltánnal együtt. 1979-ben államvizsgázott a kolozsvári Babeș–Bolyai Tudományegyetem Bölcsészkarán magyar–francia nyelv és irodalom képesítéssel.
1979-től 1984-ig a kolozsvári Napoca Universitară című egyetemi kulturális folyóirat magyar oldalainak volt az első felelős szerkesztője. 1979 és 1984 között a bánffyhunyadi általános iskolában tanított magyar irodalmat és nyelvtant. 1984-től 1991-ig francia nyelv- és irodalomtanári állást töltött be Franciaországban az állami és felekezeti gimnáziumokban, líceumokban és főiskolákon, előbb Anjouban (Angers, Cholet, Saint-Macaire-en-Mauges), majd a Párizst környező helységekben (Faremoutiers, Saint-Maur-des-Fossés, Coulommiers, Pontault-Combault). 1985-ben mesteri (magiszteri) fokozatot ért el a Nantes-i Egyetemen francia és összehasonlító irodalomtörténetből.
1985-től 1991-ig az Angers-i Egyetemen doktoranduszhallgató a francia irodalomtörténet kutatási területén Georges Cesbron irodalomtörténész tanítványaként. Villon, Rabelais és Rouault nyomdokain haladva Bréda 1984-ben Joël Courreau bencés szerzetes, a ligugéi Szent Márton apátság főkönyvtárosának a meghívására világi személyként vett részt a rend lelkigyakorlatában. A Présence de Gabriel Marcel irodalmi-filozófiai társaság keretén belül megismerkedett Paul Ricœurrel, Jean-Marie Lustiger-vel, Franciaország hercegprímásával, Claude Aveline regényíróval, Georges Lubinnel, George Sand levelezésének a kiadójával, továbbá André Comte-Sponville filozófussal és a francia művelődési élet más jeles képviselőjével. Pierre Bourdieu szociológussal, a filozófiatörténész Xavier Tilliette-tel és Samuel Beckett-tel levelezett.
1984 és 1986 között Angers-ben és Cholet-ban, 1986 és 1991 között Párizsban élt. 1991-ben és 1992-ben a kolozsvári Jelenlét című kulturális folyóiratnak előbb szerkesztője, majd szerkesztőségi titkára volt. Az 1983-tól szünetelő, tekintélyes irodalmi hagyományokkal rendelkező s az 1989-es romániai forradalom után újrainduló Gaál Gábor Irodalmi Kör alapító tagja volt 1991-től. 1992–1993-ban a bukaresti Kriterion Könyvkiadó kolozsvári fiókjának volt a szerkesztője. A kolozsvári Bretter György Irodalmi Kör vezetőségi alapító tagja 1993-tól.
1991-től 1994-ig a kolozsvári Brassai Sámuel Líceumban francia nyelvet és irodalmat tanított. A kolozsvári Babeș–Bolyai Tudományegyetem Bölcsészkarán doktorált irodalomelméletből 1999-ben Gabriel Marcel francia egzisztencialista filozófus irodalom- és drámakritikai munkásságát bemutató dolgozatával. 1995-től adjunktusi fokozatban a Babeș–Bolyai Tudományegyetem Színház és Televízió Karán tanított egyetemes színháztörténetet az ókor szakterületén, dramaturgiai alapfogalmakat, színházesztétikát, magyar irodalmat és retorikát. Reinhold Alfréd (Alfred Reynolds) (1907, Budapest – 1993, London) magyar költő és angol író munkásságának irodalomtörténeti fölfedezője. Francia és román nyelvből fordított.

## Könyvei

### Magyar nyelvű kötetei
- A létezéstől a lehetőségig. Összehasonlító irodalomtörténeti és filozófiai esszék, Kriterion, Forrás-sorozat, Bukarest, 1980
- Tűzpróba. Versek, Kriterion, Bukarest, 1984
- Mentális Tárgyak Múzeuma. Konkrét versek, Matthias Studio Paper, Kolozsvár, 1998
- Antracit. Ortho-egzisztenciális esszé, Előretolt Helyőrség Kiadó, Kolozsvár, 2002 ISBN 973-8045-48-7
- Nemo. Versek, AB-ART, Pozsony, 2004 ISBN 8080870101
- Golania Magna. A neo-goliárd költészet kritikai vetületei. Irodalomkritikai írások, Grinta könyvkiadó, Kolozsvár, 2005
- Mysterium Mythologiae. Filozófiai esszé, Grinta könyvkiadó, Kolozsvár, 2005 ISBN 9737651065
- Az elszállt szitakötő. Regény, AB-ART, Pozsony, 2005 ISBN 8080870284
- Diva Deva. Filozófiai esszé, Grinta könyvkiadó, Kolozsvár, 2006 ISBN 9737651650 ISBN 9789737651655
- Golania Magna Secunda. Mitokritikák a neo-goliárd irodalomról. Irodalomkritikai írások, Irodalmi Jelen Könyvek, Arad, 2007 ISBN 9789737648112
- De amore. Filozófiai esszé, AB-ART, Pozsony, 2008 ISBN 9788080870454
- Boldogok és Bolondok. Filozófiai esszé, AB-ART, Pozsony, 2008 ISBN 9788080870355
- Lali lakomái. Regény, AB-ART, Pozsony, 2008 ISBN 9788080870539
- Apolló apológiái. Aforizmák. AB-ART, Pozsony, 2009 ISBN 9788080870676
- Angyal a Monostoron. Regény. Erdélyi Híradó Kiadó, Előretolt Helyőrség Szépirodalmi Páholy, Előretolt Helyőrség Könyvek. A könyvet Gáll Attila szerkesztette. A borítót Szentes Zágon tervezte. Kolozsvár, 2012 ISBN 978-606-8118-24-6
- De amore. Az emberi psziché Galaktikus Gáláiról, Sikamlós Skáláiról & Gáláns Galádságairól. Az utószót Szilági-Nagy Ildikó írta. A borító John Roddam Spencer Stanhope : Cupid and Psyche című képének felhasználásával készült. Illusztrációk : Zichy Mihály aktjai. Orpheusz Kiadó, Budapest, 2016 ISBN 9789639809673
- Levelek az Utókornak. Theatrum Temporis. Filozófiai esszé. Borítóterv : Szentes Zágon. Erdélyi Híradó Kiadó, Kolozsvár, 2017 ISBN 9786068118475
- Bab és babér. Theatrum epicum; Concord Media Jelen, Arad, 2017 (Irodalmi jelen könyvek) ISBN 9789737926128

### Román nyelvű kötetei
- Ființă și teatru (Létezés és Színház). Filozófiai esszé, Dacia könyvkiadó, Teatru sorozat, Kolozsvár, 2003 ISBN 9733517054
- Scrisori despre comicul existențial. Corespondență transtemporală (Levelek a létezési komikumról. Transz-temporális levélváltás). Filozófiai essz], Grinta könyvkiadó, Kolozsvár, 2006. ISBN 9737651448
- Oglinda Ochiului. Speculum spectationis (A Szem tükre). Filozófiai esszé, Eikon – Editura Remus kk., Kolozsvár, 2010 ISBN 978-973-757-338-4 ISBN 978-973-7915-18-4
- Cercetare în Cer (Kutatás az Égben). Filozófiai esszé. Editura Școala Ardeleană kk., Kolozsvár, 2017. ISBN 9786067971743
- Copiile Copilului (Az Utód Útjai). Valentin Trifescu – François Bréda, Párbeszédek. Filozófiai esszé. Editura Școala Ardeleană kk., Kolozsvár, 2018. ISBN 978-606-797-223-8

### Francia nyelvű kötetei
- La critique littéraire et dramatique de Gabriel Marcel (Gabriel Marcel irodalom- és színházkritikusi munkássága). Irodalomtörténeti tanulmány, Grinta könyvkiadó, Kolozsvár, 2004. ISBN 9737924487 Cf. Association Présence de Gabriel Marcel
- Déclin et Déclic. Filozófiai esszé, Remus kk., Kolozsvár, 2004 ISBN 9737915003
- Genius loci. Esszék és tanulmányok. Editura Școala Ardeleană kk., Kolozsvár, 2017 ISBN 978-606-797-166-8